# Gina Haller

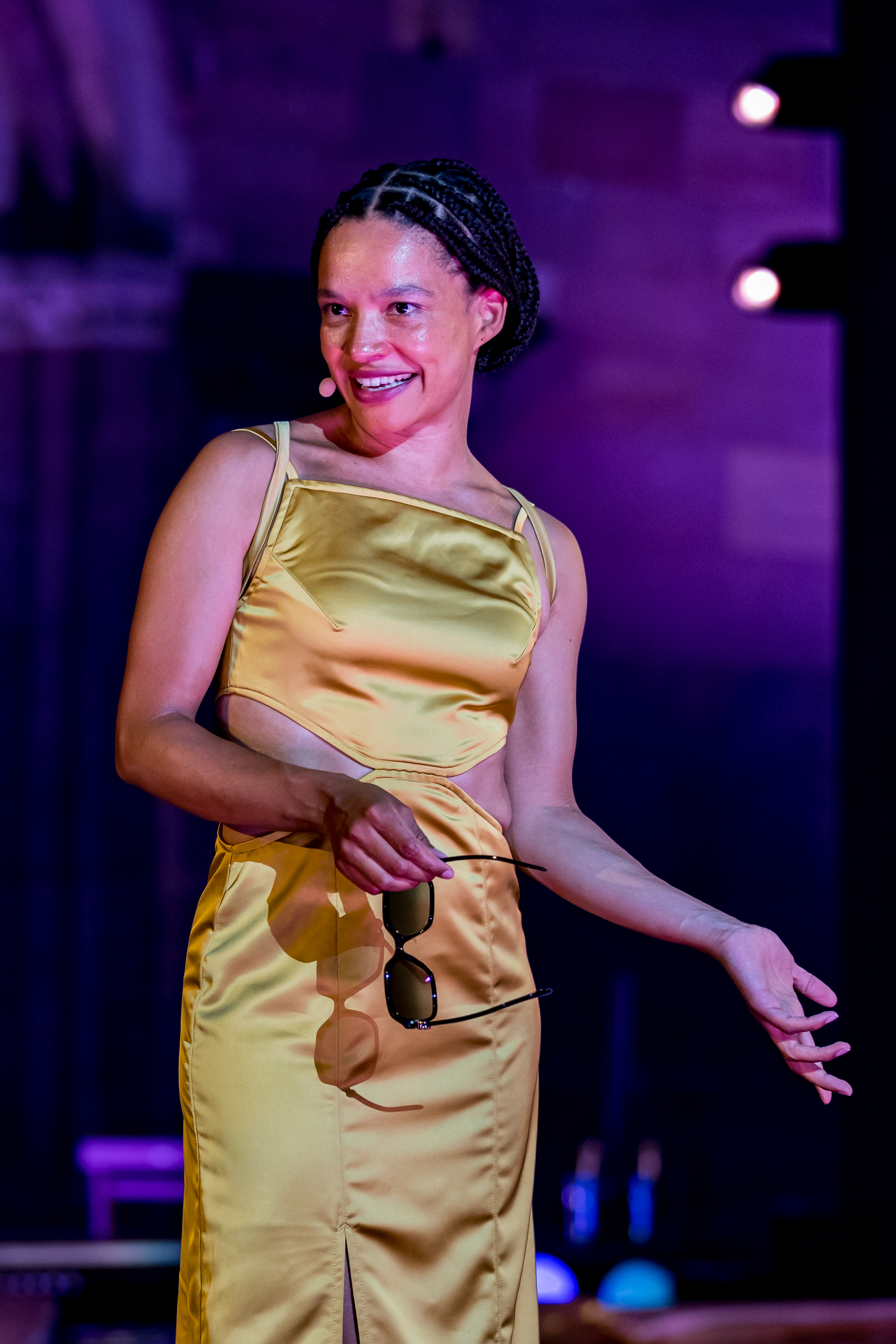
Gina Haller in ihrer Rolle als Kriemhild in Hildensaga (2022)

Gina Haller (* 1987 in Basel) ist eine Schweizer Schauspielerin.

## Leben
Gina Haller wuchs in einem kleinen Dorf unweit ihres Geburtsortes Basel auf. Ihre Mutter ist Schweizerin, ihr Vater Ivorer. Als sie 14 war, trennten sich ihre Eltern; ihr Vater ging nach Paris und später in sein Heimatland zurück. Nach dem Abitur folgte Haller ihm nach Paris. Ihre Zweisprachigkeit – Deutsch und Französisch – erleichterte ihr diesen Schritt. Auch fand sie dort erstmals eine schwarze Community vor. Haller jobbte einige Jahre in diversen Berufen – in Bäckereien, Bars und bei H&M –, bevor sie ihre Ausbildung fortsetzte.
Schon in jungen Jahren stand Haller auf der Bühne. So wirkte sie in Sebastian Nüblings Inszenierung von Fucking Amal mit, einer Co-Produktion des Jungen Theater Basel mit dem Theater Basel, stieg aber nach einer Spielzeit aus und kehrte dem Schauspiel für einige Jahre den Rücken. Als sie sich ihm 2009 in Paris wieder zuwandte, glückte ihr auf Anhieb die Aufnahme in die „Classe libre“ der renommierten privaten Schauspielschule Cours Florent, die pro Saison aus rund 1700 Bewerbern 20 auswählt und ihnen einen 2-jährigen Spezialkurs gratis ermöglicht. Dem schloss Haller ein Schauspielstudium an der Hochschule der Künste Bern an, das sie 2015 erfolgreich beendete.
Im gleichen Jahr wurde sie am Theater Trier engagiert. Zwei Jahre später wechselte sie ans Theater Bremen. Seit der Spielzeit 2018/19 gehört sie dem Ensemble des Schauspielhaus Bochum an. Bislang arbeitete Haller unter anderem unter der Regie von Thorleifur Örn Arnason, Ronny Jakubaschk, Alize Zandwijk, Julia Wissert, Karin Henkel, Florian Fischer und Johan Simons. Ihr Mitwirken in Johan Simons’ Inszenierung von Shakespeares Hamlet – die zum Berliner Theatertreffen 2020 eingeladen und als Eröffnungsstück anschließend auch im Fernsehen gezeigt wurde – trug ihr größere Aufmerksamkeit ein. Für die Rolle der Ophelia, die im Regiekonzept mit der des Horatio verschmilzt, erhielt sie 2020 die Auszeichnung „Nachwuchsschauspielerin des Jahres“ in der Kritikerumfrage der Zeitschrift Theater heute.

## Theater (Auswahl)
- Theater Trier (2015–17)
  - Molière (Regie: Thorleifur Örn Arnason)
  - Peter Pan (Regie: Róbert Alföldi)
  - Das Wintermärchen (Regie: Marco Stormann)
  - Faust I (Regie: Ronny Jakubaschk)

- Theater Bremen (seit 2017)
  - Fremdes Haus (Regie: Alize Zandwijk)
  - Die Ratten (Regie: Alize Zandwijk)

- Schauspielhaus Bochum (seit 2018)
  - Die Jüdin von Toledo (Regie: Johan Simons)
  - 2069 – Das Ende der Anderen (Regie: Julia Wissert)
  - Geschichten aus dem Wiener Wald (Regie: Karin Henkel)
  - Hamlet (Regie: Johan Simons)
  - Iwanow (Regie: Johan Simons)
  - Dem Freund der mir das Leben nicht gerettet hat (Regie: Florian Fischer)

## Filmografie (Auswahl)
- 2010: Mister Bob
- 2013–2014: La smala s'en mêle (2 Folgen)
- 2021: SOKO Köln: Geschlagene Frauen
- 2022: Tatort: Schattenleben
- 2023: Sophia, der Tod und ich

## Auszeichnungen
- 2013
  - Studienpreis Schauspiel des Migros-Kulturprozent

- 2014
  - Studienpreis der Friedl Wald Stiftung
  - Studienpreis Schauspiel des Migros-Kulturprozent
  - Förderpreis des Migros-Kulturprozent[3]

- 2020
  - Nachwuchsschauspielerin des Jahres der Zeitschrift Theater heute
- 2021
  - Berliner Kunstpreis (Sektion Darstellende Kunst)[5]